# Trevor Dunn
Trevor Roy Dunn (Eureka, California; 30 de enero de 1968) es un músico estadounidense, más conocido por haber formado parte de la banda Mr. Bungle, y por ser el actual bajista de la banda Fantômas.

## Biografía
Trevor Dunn nació el 30 de enero de 1968 en Eureka, California, donde se graduó como músico, dominando el bajo eléctrico como su principal instrumento.
A los 13 años comenzó a tocar el bajo eléctrico con influencias de Miles Davis, Bill Evans, Herbie Hancock, así como Mingus y Ahmad Jamal, siendo Gene Simmons el que lo llevó a tocar el bajo además de la influencia del género punk metal de bandas de los años 80 como Slayer, DRI, Venom, etc. Eventualmente ingresó a la Universidad, donde estudió contrabajo y música clásica, bajo la influencia de Webern, Messiaen, Ligeti, entre otros compositores.
Su primer maestro de bajo lo presentó con otros estudiantes, por lo que a los pocos meses de su primera clase ya era miembro de dos bandas. Su primer concierto fue a los 17 años, formando en esa época una banda con el vocalista Mike Patton y el guitarrista Trey Spruance, la cual llamaron Mr. Bungle. Al mismo tiempo que tocaba con ellos, formó parte de la orquesta de la universidad, una banda de rock de los años 50 (su trabajo), y un par de cuartetos de jazz.
Las primeras composiciones de Mr. Bungle fueron mezclas de metal, hard rock y funk, con un aire de humor adolescente y vulgaridad.
La destreza plasmada en el álbum "Disco Volante" de Mr. Bungle, demostró su madurez musical como intérprete y compositor, cambiando innumerables veces de estilo en cada canción. 
En 1992 se mudó a San Francisco y Mr. Bungle firmó un contrato con Warner Bros. Durante su estancia, conoció a Ben Goldberg, John Schott y Graham Connah, con los que formó un trío en sus tiempos libres, con los cuales tocaba jazz con elementos de rock. En 1998 la discográfica alemana Buzz editó su primer disco llamado «Debutantes & Centipedes».
Dunn extendió sus habilidades musicales tocando jazz alrededor de San Francisco, mientras se empapaba de diferentes estilos musicales.
En el año 2000 cambió su residencia a Brooklyn, Nueva York, ya que se sentía demasiado complacido en San Francisco. Por aquel entonces Dunn ya había participado en más de 40 grabaciones, colaborando con gente como John Zorn, Fantômas y otros grupos de jazz. 
Dunn ha participado en muchos álbumes como colaborador e invitado (principalmente de jazz moderno, avant, experimental), y como bajista y contrabajista invitado en numerosos shows de la mayoría de los más reconocidos artistas contemporáneos de jazz de Estados Unidos. 
El segundo álbum de Trio-Convulsant se editó en 2004, y fue llamado Sister Phantom Owl Fish. Se grabó con Mary Halvorson en guitarra y Ches Smith en batería. 
Ha participado en numerosas grabaciones y shows con el mítico compositor y saxofonista John Zorn, destacándose su rol en la versión "eléctrica" del proyecto Masada; en Moonchild (junto con Patton y Joey Baron en batería), Cobra y The Dreamers.
Su proyecto solista de "rock" (según el mismo lo definió) se llama "MadLove" (inspirado en el ensayo/crónica de Andrè Breton "L'amour fou"), formado por Sunny Kim en voz, Hilmar Jensson en guitarra, Ches Smith en batería y Erik Deustch en teclados, quienes fueron elegidos y reclutados muy cuidadosamente por Dunn. Su debut discográfico "White with Foam" fue editado por Ipecac Recordings en septiembre de 2009.
En año 2012 fue convocado por Mike Patton y Duane Denison para reemplazar a Kevin Rutmanis como bajista en Tomahawk, habiendo grabado ya un nuevo álbum que se editó en octubre del mismo año y que fue presentado en vivo a partir de septiembre.

## Equipo
Su primer bajo fue un Hondo Double Cut, con el que grabó el primer demo de Mr. Bungle. En los comienzos de Mr. Bungle, Dunn tocaba con un bajo Ibanez construido en los años 80, después lo cambió por un Alembic Europa de 5 cuerdas. Con Fantômas utiliza un Fender P de 1975 afinado en BEAD. Usa un bajo fretless de 5 cuerdas, fabricado especialmente por Ken Lawrence. Su padre le compró una rareza de bajo, un "Guild Ashbory", cuyas cuerdas están hechas de silicona; lo usa en la canción "Golem II: The Bionic Vapour Boy". Un "1966 Guild Starfire", tradicional, el cual usa en algunas colaboraciones con John Zorn y Yuka Honda.
Dunn es (o ha sido) miembro de:
- Mr. Bungle
- Fantômas
- Secret Chiefs 3
- Trevor Dunn's Trio-convulsant
- David Krakauer's Klezmer Madness

Dunn ha contribuido o tocado con:
- John Zorn's Electric Masada
- John Zorn's Naked City
- Tin Hat Trio
- The Melvins
- Matisyahu
- Muchos otros artistas del área de la Bahía de San Francisco y Nueva York

## Discografía seleccionada

### Con Mr. Bungle
- 1986 - The Raging Wrath of the Easter Bunny (demo)
- 1987 - Bowel of Chiley (demo)
- 1988 - Goddammit I Love America (demo)
- 1989 - OU818 (demo)
- 1991 - Mr. Bungle
- 1995 - Disco Volante
- 1999 - California
- 2020 - The Raging Wrath Of The Easter Bunny Demo

### Con Trevor Dunn's Trio-Convulsant
- 1998 - Debutantes & Centipedes
- 2004 - Sister Phantom Owl Fish

### Con Shelley Burgon
- 2005 - no title - (metafísicamente titulado - How Far is Far?)
- 2006 - Baltimore

### Con Fantômas
- 1998 - Fantômas
- 2001 - The Director's Cut
- 2002 - Millennium Monsterwork 2000 (by The FantômasMelvins Big Band)
- 2003 - Masada Anniversary Edition Vol. 3: The Unknown Masada
- 2004 - Delìrium Còrdia
- 2005 - Suspended Animation
- 2005 - Who Is It/Where Is The Line Mixes 12" Vinyl (Björk, Lado B interpretando a Fantômas, "Where Is The Line")
- 2005 - Fantômas/Melt-Banana Split Vinyl 5" Single/Square Shaped 3" CD

### Con John Zorn
- 2001 - The Gift (por John Zorn)
- 2002 - John Zorn's Game Pieces Volume 2 (Cobra)
- 2002 - Filmworks XII: Three Documentaries (John Zorn)
- 2002 - Filmworks XIII: Invitation to a Suicide (John Zorn)
- 2003 - Filmworks XIV: Hiding and Seeking (John Zorn)
- 2006 - Six Litanies for Heliogabalus (John Zorn)
- 2007 - Book of Angels, vol 7 (Asmodeus)

### Con Moonchild
- 2006 - Songs Without Words (Moonchild trio, música de John Zorn)
- 2006 - Astronome

### Con Electric Masada
- 2004 - 50th Birthday Celebration Volume Four (Electric Masada)
- 2005 - At the Mountains of Madness (Electric Masada)
- 2008 - Dreamers (Electric Masada y otros)

### Colaboraciones
- 2004 - Eucademix (Yuka Honda)
- 2006 - A Live History of Gluttony and Lust (The Melvins)
- 2007 - It's Time to See Religion Die (ex Korn guitarist Brian "Head" Welch)